# 1. FK Příbram
El 1. FK Příbram és un club de futbol txec de la ciutat de Příbram.

## Història
Evolució del nom:
- 1928 : Fundació com SK Březové Hory
- 1955 : Baník Příbram
- 1972 : TJ Uranové Doly Příbram
- 1975 : Baník Uranové Doly Příbram
- 1993 : Portal Příbram
- 1996 : fusió amb el FC Dukla Praga esdevenint FC Dukla Příbram[2]
- 2000 : canvi de nom per FC Marila Příbram
- 2008 : canvi de nom per 1. FK Příbram[3]